# Кайнар (Западно-Казахстанская область)
Кайнар (каз. Қайнар, до 2022 — Новенькое) — село в Зеленовском районе Западно-Казахстанской области Казахстана. Входит в состав Атамекенского сельского округа. Находится на реке Деркул примерно в 7 км к северо-востоку от села Перемётное. Код КАТО — 274461400.

## Население
В 1999 году население села составляло 1005 человек (467 мужчин и 538 женщин). По данным переписи 2009 года, в селе проживал 1341 человек (664 мужчины и 677 женщин).